# 蘿莉塔之城
蘿莉塔之城（英語：Lolita City）是運行在Tor網絡之上的匿名服務。該網站寄存了以17歲或以下者為性對象的兒童色情製品（18歲是不少司法區域容許拍攝色情作品的最低年齡，包括英美兩國）。

## 背景
蘿莉塔之城運行在.onion伪顶级域之上，這使得它只能透過Tor網絡存取。正如部分成人色情網站，蘿莉塔之城的用戶同樣可以追隨特定模特兒的動態。其中一些攝影師是專業的，另一些則是業餘的。不論作品是軟調還是硬調，拍攝的對象是剛出生沒多久還是年滿17歲，抑或是男還是女，蘿莉塔之城皆會收錄。截至2013年6月，該網站總共寄存了约140万张图片。自2012年11月起，該網站亦容許用戶上傳影片。

## 2011年匿名者反兒童色情行動
匿名者曾於2011年10月宣佈展開名為「Operation Darknet」的行動，旨在打擊兒童色情網站。他們在Pastebin上貼出了一份名單，宣稱上面列出了蘿莉塔之城1589名活躍用戶的真實名稱。匿名者稱他們是在The Hidden Wiki上發現這個網站的，並指它儲存了超過100GB的兒童色情製品。匿名者之後更對蘿莉塔之城進行分散式阻斷服務攻擊（DDoS），使之於一段時間內下線。